# Bilan saison par saison du Thonon Évian Grand Genève FC
Cette page présente le bilan saison par saison du Thonon Évian Grand Genève Football Club ainsi que de ces clubs fondateurs qui sont l'Olympique Thonon Chablais et le Football Croix-de-Savoie 74 (ce dernier lui-même issu de la fusion du FC Gaillard et du FC Ville-la-Grand).

## Bilan détaillé

### Club sporting de Thonon-les-Bains et Olympique Thonon Chablais (1946-2007)
| Saison                            | Championnat           | Championnat | Championnat | Championnat                   | Championnat | Championnat | Championnat | Championnat | Championnat | Championnat | Championnat | Championnat | Coupe de France |
| Saison                            | Division              | Niv.        | Classement  | P/R                           | Pts         | J           | V           | N           | D           | Bp          | Bc          | Diff        | Coupe de France |
| --------------------------------- | --------------------- | ----------- | ----------- | ----------------------------- | ----------- | ----------- | ----------- | ----------- | ----------- | ----------- | ----------- | ----------- | --------------- |
| Club sporting de Thonon-les-bains |                       |             |             |                               |             |             |             |             |             |             |             |             |                 |
| 1946-47                           | DH Lyonnais           | 4           | 7e          | -                             | 42          | 22          | 9           | 2           | 11          | 39          | 43          | -4          | -               |
| 1947-48                           | DH Lyonnais           | 4           | 8e          | -                             | 42          | 22          | 7           | 6           | 9           | 35          | 45          | -10         | -               |
| 1948-49                           | DH Lyonnais           | 4           | 12e         | en diminution                 | 38          | 24          | 4           | 6           | 14          | 32          | 58          | -26         | -               |
| 1949-71                           | Divisions inférieures | -           | -           | en augmentation               | -           | -           | -           | -           | -           | -           | -           | -           | -               |
| 1971-72                           | DH Lyonnais           | 4           | 8e          | -                             | 44          | 22          | 8           | 6           | 8           | 29          | 28          | +1          | -               |
| 1972-73                           | DH Lyonnais           | 4           | -           | -                             | -           | -           | -           | -           | -           | -           | -           | -           | -               |
| 1973-74                           | DH Lyonnais           | 4           | 5e          | -                             | 56          | 26          | 9           | 12          | 5           | 31          | 20          | +11         | -               |
| 1974-75                           | DH Lyonnais           | 4           | 8e          | -                             | 51          | 26          | 11          | 3           | 12          | 35          | 31          | +4          | -               |
| 1975-76                           | DH Lyonnais           | 4           | 6e          | -                             | 55          | 26          | 10          | 9           | 7           | 40          | 22          | +18         | -               |
| 1976-77                           | DH Lyonnais           | 4           | 2e          | -                             | 62          | 26          | 16          | 4           | 6           | 42          | 17          | +25         | -               |
| 1977-78                           | DH Lyonnais           | 4           | Champion    | en augmentation               | 63          | 26          | 15          | 7           | 4           | 51          | 19          | +32         | -               |
| 1978-79                           | Division 3 Gr. Sud    | 3           | 2e          | en augmentation               | 38          | 30          | 16          | 6           | 8           | 44          | 36          | +8          | -               |
| 1979-80                           | Division 2 Gr. B      | 2           | 4e          | -                             | 39          | 34          | 14          | 11          | 9           | 47          | 37          | +10         | -               |
| 1980-81                           | Division 2 Gr. A      | 2           | 7e          | -                             | 37          | 34          | 14          | 9           | 11          | 40          | 39          | +1          | -               |
| 1981-82                           | Division 2 Gr. A      | 2           | 2e          | -                             | 46          | 34          | 18          | 10          | 6           | 38          | 23          | +15         | -               |
| 1982-83                           | Division 2 Gr. B      | 2           | 13e         | -                             | 28          | 34          | 8           | 12          | 14          | 35          | 45          | -10         | -               |
| 1983-84                           | Division 2 Gr.A       | 2           | 9e          | -                             | 33          | 36          | 11          | 11          | 14          | 39          | 51          | -12         | -               |
| 1984-85                           | Division 2 Gr. B      | 2           | 5e          | -                             | 38          | 34          | 15          | 8           | 11          | 48          | 39          | 9           | -               |
| 1985-86                           | Division 2 Gr. A      | 2           | 13e         | -                             | 31          | 34          | 9           | 13          | 12          | 26          | 35          | -9          | -               |
| 1986-87                           | Division 2 Gr. B      | 2           | 16e         | en diminution · en diminution | 24          | 34          | 7           | 10          | 17          | 27          | 45          | -18         | -               |
| Olympique Thonon-les-Bains        |                       |             |             |                               |             |             |             |             |             |             |             |             |                 |
| 1987-88                           | Division 4 Gr. E      | 4           | 11e         | -                             | 21          | 26          | 6           | 9           | 11          | 20          | 21          | -1          | -               |
| 1988-98                           | Division 4 Gr. E      | 4           | 5e          | -                             | 31          | 26          | 10          | 11          | 5           | 42          | 29          | +13         | -               |
| 1989-90                           | Division 4 Gr. E      | 4           | 7e          | -                             | 28          | 26          | 10          | 8           | 8           | 29          | 17          | +12         | -               |
| 1990-91                           | Division 4 Gr. E      | 4           | 7e          | -                             | 27          | 26          | 8           | 11          | 7           | 21          | 22          | -1          | -               |
| 1991-92                           | Division 4 Gr. E      | 4           | 4e          | -                             | 35          | 26          | 14          | 7           | 5           | 39          | 20          | +19         | -               |
| Thonon Chablais Football          |                       |             |             |                               |             |             |             |             |             |             |             |             |                 |
| 1992-93                           | Division 4 Gr. F      | 4           | 9e          | -                             | 23          | 26          | 7           | 9           | 10          | 31          | 31          | 0           | -               |
| 1993-94                           | National 3 Gr. F      | 5           | Champion    | en augmentation               | 35          | 26          | 11          | 13          | 2           | 30          | 15          | +15         | -               |
| 1994-95                           | National 2 Gr. B      | 4           | 10e         | -                             | 34          | 34          | 10          | 14          | 10          | 46          | 38          | +8          | -               |
| 1995-96                           | National 2 Gr. C      | 4           | 11e         | -                             | 40          | 34          | 10          | 10          | 14          | 31          | 46          | -15         | -               |
| 1996-97                           | National 2 Gr. B      | 4           | 18e         | en diminution                 | 14          | 34          | 3           | 5           | 26          | 19          | 74          | -55         | -               |
| Olympique Thonon Chablais         |                       |             |             |                               |             |             |             |             |             |             |             |             |                 |
| 1997-98                           | CFA 2 Gr. H           | 5           | 18e         | en diminution                 | 15          | 30          | 3           | 6           | 21          | 19          | 72          | -53         | -               |
| 1998-99                           | DH Rhone-Alpes        | 6           | 14e         | en diminution                 | 43          | 26          | 4           | 5           | 17          | 35          | 58          | -23         | -               |
| 1999-2000                         | DHR C Rhône-Alpes     | 7           | 4e          | -                             | 54          | 22          | 9           | 6           | 7           | 25          | 29          | -4          | -               |
| 2000-01                           | DHR C Rhône-Alpes     | 7           | 11e         | en diminution                 | 37          | 22          | 4           | 3           | 15          | 26          | 47          | -21         | -               |
| 2001-04                           | PHR Rhône-Alpes       | 8           | -           | en augmentation               | -           | -           | -           | -           | -           | -           | -           | -           | -               |
| 2004-2005                         | DHR C Rhône-Alpes     | 7           | 11e         | en diminution                 | 42          | 26          | 6           | 3           | 13          | 34          | 51          | -17         | -               |
| 2005-07                           | PHR Rhône-Alpes       | 8           | -           | -                             | -           | -           | -           | -           | -           | -           | -           | -           | -               |

### Football Club de Gaillard puis Football Croix-de-Savoie 74  (1946-2007)
| Saison | Championnat                          | Championnat | Championnat | Championnat     | Championnat | Championnat | Championnat | Championnat | Championnat | Championnat | Championnat | Championnat | Coupe de France |
| Saison | Division                             | Niv.        | Classement  | P/R             | Pts         | J           | V           | N           | D           | Bp          | Bc          | Diff        | Coupe de France |
| 1984-85 | Promotion de District (poule unique) | 8           | Champion    | en augmentation | 53          | 22          | 11          | 9           | 2           | 45          | 22          | +23         | -               |
| 1985-86 | Promotion Honneur Régional (poule B) | 7           | 2e          | -               | 51          | 22          | 13          | 3           | 6           | 48          | 28          | +20         | -               |
| 1986-87 | Promotion Honneur Régional (poule B) | 7           | 2e          | -               | 49          | 22          | 9           | 9           | 4           | 31          | 22          | +9          | -               |
| 1987-88 | Promotion Honneur Régional (poule B) | 7           | 4e          | -               | 46          | 22          | 9           | 5           | 7           | 37          | 34          | +3          | -               |
| 1988-89 | Promotion Honneur Régional (poule B) | 7           | 5e          | -               | 46          | 22          | 9           | 6           | 7           | 32          | 30          | +2          | -               |
| 1989-90 | Promotion Honneur Régional (poule B) | 7           | Champion    | en augmentation | 56          | 22          | 15          | 4           | 3           | 39          | 18          | +21         | -               |
| 1990-91 | Honneur Régional (poule B)           | 6           | 5e          | -               | 46          | 22          | 9           | 6           | 7           | 40          | 30          | +10         | -               |
| 1991-92 | Honneur Régional (poule B)           | 6           | 2e          | -               | 53          | 22          | 11          | 9           | 2           | 34          | 23          | +11         | -               |
| 1992-93 | Honneur Régional (poule B)           | 6           | Champion    | en augmentation | 54          | 22          | 13          | 6           | 3           | 45          | 19          | +26         | 8e tour         |
| 1993-94 | Division d'Honneur                   | 6           | 4e          | -               | 49          | 22          | 11          | 5           | 6           | 39          | 33          | +6          | -               |
| 1994-95 | Division d'Honneur                   | 6           | 2e          | -               | 50          | 22          | 12          | 5           | 5           | 43          | 30          | +13         | -               |
| 1995-96 | Division d'Honneur                   | 6           | 4e          | -               | 67          | 26          | 11          | 8           | 7           | 36          | 28          | +8          | -               |
| 1996-97 | Division d'Honneur                   | 6           | 8e          | -               | 59          | 26          | 8           | 9           | 9           | 26          | 30          | -4          | -               |
| 1997-98 | Division d'Honneur                   | 6           | 7e          |                 | 64          | 26          | 11          | 5           | 10          | 25          | 22          | +3          | -               |
| 1998-99 | Division d'Honneur                   | 6           | Champion    | en augmentation | 81          | 26          | 16          | 7           | 3           | 35          | 15          | +20         | -               |
| 1999-00 | CFA 2 Gr. D                          | 5           | 8e          | -               | 69          | 30          | 10          | 9           | 11          | 36          | 39          | -3          | -               |
| 2000-01 | CFA 2 Gr. D                          | 5           | 5e          | -               | 78          | 30          | 14          | 6           | 10          | 50          | 45          | +5          | 8e tour         |
| 2001-02 | CFA 2 Gr. D                          | 5           | 3e          | en augmentation | 79          | 30          | 10          | 7           | 47          | 37          | 39          | +10         | -               |
| 2002-03 | CFA Gr. B                            | 4           | 14e         | -               | 71          | 34          | 9           | 11          | 14          | 26          | 43          | -17         | -               |
| --- | ------------------------------------ | ----------- | ----------- | --------------- | ----------- | ----------- | ----------- | ----------- | ----------- | ----------- | ----------- | ----------- | --------------- |
| Suite du parcours sous le nom Football Croix-de-Savoie 74 à la suite de la fusion avec le FC Ville-la-Grand |                                      |             |             |                 |             |             |             |             |             |             |             |             |                 |

| Saison | Championnat | Championnat | Championnat | Championnat     | Championnat | Championnat | Championnat | Championnat | Championnat | Championnat | Championnat | Championnat | Coupe de France |
| Saison | Division    | Niv.        | Classement  | P/R             | Pts         | J           | V           | N           | D           | Bp          | Bc          | Diff        | Coupe de France |
| 2003-04 | CFA gr. B   | 4           | 3e          | en augmentation | 90          | 34          | 15          | 11          | 8           | 45          | 24          | +21         | 16 ede finale   |
| 2004-05 | National    | 3           | 14e         | -               | 46          | 38          | 13          | 7           | 18          | 31          | 46          | -15         | 7e tour         |
| 2005-06 | National    | 3           | 18e         | en diminution   | 41          | 38          | 8           | 17          | 13          | 28          | 40          | -12         | 8e tour         |
| 2006-07 | CFA gr. B   | 4           | 2e          | -               | 92          | 34          | 16          | 10          | 8           | 43          | 29          | +14         | 4e tour         |
| --- | ----------- | ----------- | ----------- | --------------- | ----------- | ----------- | ----------- | ----------- | ----------- | ----------- | ----------- | ----------- | --------------- |
| Suite du parcours sous le nom Olympique Croix-de-Savoie 74 à la suite de la fusion avec l'Olympique Thonon Chablais |             |             |             |                 |             |             |             |             |             |             |             |             |                 |

### Olympique Croix-de-Savoie 74 et Évian Thonon-Gaillard (2007-2016)
| Saison                              | Championnat                         | Championnat                         | Championnat                         | Championnat                         | Championnat                         | Championnat                         | Championnat                         | Championnat                         | Championnat                         | Championnat                         | Championnat                         | Championnat                         | Coupe de France                     | Coupe de la Ligue                   |
| Saison                              | Division                            | Niv.                                | Classement                          | P/R                                 | Pts                                 | J                                   | V                                   | N                                   | D                                   | Bp                                  | Bc                                  | Diff                                | Coupe de France                     | Coupe de la Ligue                   |
| Olympique Croix-de-Savoie 74        | Olympique Croix-de-Savoie 74        | Olympique Croix-de-Savoie 74        | Olympique Croix-de-Savoie 74        | Olympique Croix-de-Savoie 74        | Olympique Croix-de-Savoie 74        | Olympique Croix-de-Savoie 74        | Olympique Croix-de-Savoie 74        | Olympique Croix-de-Savoie 74        | Olympique Croix-de-Savoie 74        | Olympique Croix-de-Savoie 74        | Olympique Croix-de-Savoie 74        | Olympique Croix-de-Savoie 74        | Olympique Croix-de-Savoie 74        | Olympique Croix-de-Savoie 74        |
| 2007-2008                           | CFA gr. B                           | 4                                   | Champion                            | en augmentation                     | 108                                 | 34                                  | 22                                  | 8                                   | 4                                   | 52                                  | 17                                  | +35                                 | 16es de finale                      | -                                   |
| 2008-2009                           | National                            | 3                                   | 5e                                  | -                                   | 57                                  | 38                                  | 16                                  | 9                                   | 13                                  | 51                                  | 43                                  | +8                                  | 32es de finale                      | -                                   |
| Évian Thonon Gaillard Football Club | Évian Thonon Gaillard Football Club | Évian Thonon Gaillard Football Club | Évian Thonon Gaillard Football Club | Évian Thonon Gaillard Football Club | Évian Thonon Gaillard Football Club | Évian Thonon Gaillard Football Club | Évian Thonon Gaillard Football Club | Évian Thonon Gaillard Football Club | Évian Thonon Gaillard Football Club | Évian Thonon Gaillard Football Club | Évian Thonon Gaillard Football Club | Évian Thonon Gaillard Football Club | Évian Thonon Gaillard Football Club | Évian Thonon Gaillard Football Club |
| 2009-2010                           | National                            | 3                                   | Champion                            | en augmentation                     | 82                                  | 38                                  | 25                                  | 7                                   | 6                                   | 61                                  | 29                                  | +33                                 | 16es de finale                      | -                                   |
| 2010-2011                           | Ligue 2                             | 2                                   | Champion                            | en augmentation                     | 67                                  | 38                                  | 18                                  | 13                                  | 7                                   | 63                                  | 41                                  | +22                                 | 16es de finale                      | 2e tour                             |
| 2011-2012                           | Ligue 1                             | 1                                   | 9e                                  | -                                   | 50                                  | 38                                  | 13                                  | 11                                  | 14                                  | 54                                  | 55                                  | -1                                  | 8es de finale                       | 16es de finale                      |
| 2012-2013                           | Ligue 1                             | 1                                   | 16e                                 | -                                   | 40                                  | 38                                  | 10                                  | 10                                  | 18                                  | 46                                  | 53                                  | -7                                  | Finale                              | 16es de finale                      |
| 2013-2014                           | Ligue 1                             | 1                                   | 14e                                 | -                                   | 44                                  | 38                                  | 11                                  | 11                                  | 16                                  | 39                                  | 51                                  | -12                                 | 32e de finale                       | Quart de finale                     |
| 2014-2015                           | Ligue 1                             | 1                                   | 18e                                 | en diminution                       | 37                                  | 38                                  | 11                                  | 4                                   | 23                                  | 41                                  | 62                                  | -21                                 | 16es de finale                      | 16es de finale                      |
| 2015-2016                           | Ligue 2                             | 2                                   | 18e                                 | en diminution                       | 39                                  | 38                                  | 9                                   | 12                                  | 17                                  | 41                                  | 41                                  | 0                                   | 16es de finale                      | 16es de finale                      |
| 2016-2017                           |                                     |                                     |                                     | en diminution                       |                                     |                                     |                                     |                                     |                                     |                                     |                                     |                                     |                                     |                                     |
| 2017-2018                           | Régional 2                          | 7                                   | 11e                                 |                                     | 20                                  | 24                                  | 5                                   | 5                                   | 14                                  | 23                                  | 43                                  | -20                                 |                                     | -                                   |
| 2018-2019                           | Régional 2                          | 7                                   | 1er                                 | en augmentation                     | 43                                  | 22                                  | 12                                  | 7                                   | 3                                   | 44                                  | 22                                  | 22                                  |                                     | -                                   |
| ----------------------------------- | ----------------------------------- | ----------------------------------- | ----------------------------------- | ----------------------------------- | ----------------------------------- | ----------------------------------- | ----------------------------------- | ----------------------------------- | ----------------------------------- | ----------------------------------- | ----------------------------------- | ----------------------------------- | ----------------------------------- | ----------------------------------- |